# Рейнольдс, Майкл
Майкл Рейнольдс — американский архитектор из штата Нью-Мексико, придумавший концепцию дома Earthship — энергосберегающий «пассивный» экодом, который потребляет всего 10 % энергии на единицу площади от того количества, которое использует большинство традиционных зданий. Майкл Рейнольдс является сторонником вторичной переработки материалов и защиты природы.
О нем в 2007 году известный режиссер Оливер Ходж снял фильм Garbage Warrior (Мечты из мусора), где рассказал о пути архитектора за признание его концепции Earthship и биотектуры — раздела архитектуры, основанного на учете особенностей окружающей среды, а также применении местных строительных материалов.
Сейчас движение Майкла Earthshipglobal способствует строительству домов по системе Earthship в таких странах, как Франция, Уругвай, Панама, Япония, Аргентина, Индонезия, Колумбия, Германия, Индия, Малави, остров Пасхи, Канада, Нидерланды, Мексика.